# Montboyer
Montboyer és un municipi francès situat al departament del Charente i a la regió de la Nova Aquitània. L'any 2007 tenia 412 habitants.

## Demografia

### Població
El 2007 la població de fet de Montboyer era de 412 persones. Hi havia 176 famílies de les quals 48 eren unipersonals (20 homes vivint sols i 28 dones vivint soles), 100 parelles sense fills i 28 parelles amb fills.
La població ha evolucionat segons el següent gràfic:
Habitants censats

### Habitatges
El 2007 hi havia 278 habitatges, 184 eren l'habitatge principal de la família, 50 eren segones residències i 44 estaven desocupats. 272 eren cases i 4 eren apartaments. Dels 184 habitatges principals, 136 estaven ocupats pels seus propietaris, 44 estaven llogats i ocupats pels llogaters i 4 estaven cedits a títol gratuït; 1 tenia una cambra, 7 en tenien dues, 29 en tenien tres, 40 en tenien quatre i 107 en tenien cinc o més. 136 habitatges disposaven pel capbaix d'una plaça de pàrquing. A 81 habitatges hi havia un automòbil i a 83 n'hi havia dos o més.

### Piràmide de població
La piràmide de població per edats i sexe el 2009 era:
| Homes | Edats   | Dones |
| ----- | ------- | ----- |
| 0     | 95 o +  | 0     |
| 0     | 90 a 94 | 0     |
| 4     | 85 a 89 | 4     |
| 8     | 80 a 84 | 12    |
| 8     | 75 a 79 | 8     |
| 32    | 70 a 74 | 8     |
| 16    | 65 a 69 | 28    |
| 4     | 60 a 64 | 8     |
| 12    | 55 a 59 | 20    |
| 20    | 50 a 54 | 8     |
| 12    | 45 a 49 | 16    |
| 12    | 40 a 44 | 8     |
| 12    | 35 a 39 | 16    |
| 12    | 30 a 34 | 4     |
| 16    | 25 a 29 | 12    |
| 8     | 20 a 24 | 8     |
| 8     | 15 a 19 | 4     |
| 12    | 10 a 14 | 8     |
| 12    | 5 a 9   | 8     |
| 8     | 0 a 4   | 0     |

## Economia
El 2007 la població en edat de treballar era de 238 persones, 154 eren actives i 84 eren inactives. De les 154 persones actives 144 estaven ocupades (77 homes i 67 dones) i 10 estaven aturades (5 homes i 5 dones). De les 84 persones inactives 24 estaven jubilades, 20 estaven estudiant i 40 estaven classificades com a «altres inactius».

### Ingressos
El 2009 a Montboyer hi havia 181 unitats fiscals que integraven 392 persones, la mediana anual d'ingressos fiscals per persona era de 16.099 €.

### Activitats econòmiques
Dels 16 establiments que hi havia el 2007, 1 era d'una empresa alimentària, 2 d'empreses de fabricació d'altres productes industrials, 5 d'empreses de construcció, 3 d'empreses de comerç i reparació d'automòbils, 1 d'una empresa financera, 2 d'empreses immobiliàries i 2 d'empreses de serveis.
Dels 7 establiments de servei als particulars que hi havia el 2009, 1 era un taller de reparació d'automòbils i de material agrícola, 1 paleta, 1 guixaire pintor, 2 fusteries, 1 electricista i 1 restaurant.
L'únic establiment comercial que hi havia el 2009 era una fleca.
L'any 2000 a Montboyer hi havia 36 explotacions agrícoles que ocupaven un total de 1.140 hectàrees.

## Equipaments sanitaris i escolars
El 2009 hi havia una escola elemental integrada dins d'un grup escolar amb les comunes properes formant una escola dispersa.

## Poblacions més properes
El següent diagrama mostra les poblacions més properes.